# الحرب الشاملة: أتيلا
الحرب الشاملة: أتيلا (بالإنجليزية: Total War: Attila)‏ هي لعبة استراتيجية من تطوير شركة ذا كريتيف أسمبلي ونشر شركة سيجا، صدرت اللعبة في 17 فبراير 2015 على أجهزة مايكروسوفت ويندوز، ماك أو إس ولينكس.